# Manfred Ritschel
Manfred Ritschel (ur. 7 czerwca 1946 w Unterreichenbach) – niemiecki piłkarz, występował na pozycji obrońcy lub napastnika.

## Kariera klubowa
Ritschel karierę rozpoczynał w klubie SV Unterreichenbach. Potem był graczem FC Stein, ESV Ingolstadt. Od 1968 do 1970 roku był graczem Jahnu Ratyzbona. W 1970 roku trafił do pierwszoligowej Borussii Dortmund. W Bundeslidze zadebiutował 15 sierpnia 1970 w wygranym 3:0 meczu z Arminią Bielefeld, w którym zdobył także bramkę. W sezonie 1971/1972 spadł z Borussią do 2. Bundesligi. Wówczas odszedł z klubu.
Latem 1972 roku trafił do Kickers Offenbach, grającego w Bundeslidze. Pierwszy ligowy mecz w jego barwach zaliczył 16 września 1972 przeciwko Werderowi Brema. W sezonie 1972/1973 zajął z klubem 7. miejsce w lidze, które było najwyższym w trakcie kariery. W 1976 roku, po spadku Kickers Offenbach do 2. Bundesligi, Ritschel przeniósł się do pierwszoligowego 1. FC Kaiserslautern. Grał tam przez ponad rok.
Pod koniec września 1977 roku został graczem innego zespołu występującego w Bundeslidze - FC Schalke 04. Zadebiutował tam 1 października 1977 w wygranym 1:0 ligowym pojedynku z Eintrachtem Brunszwik. W Schalke grał do końca sezonu 1977/1978. Potem przeszedł do drugoligowego SpVgg Fürth, gdzie w 1982 roku zakończył karierę.

## Kariera reprezentacyjna
W reprezentacji Niemiec Ritschel zadebiutował 12 marca 1975 w przegranym 0:2 towarzyskim meczu z Anglią. 27 kwietnia 1975 w zremisowanym 1:1 spotkaniu eliminacji Mistrzostw Europy 1976 z Bułgarią zdobył pierwszą bramkę w trakcie gry w drużynie narodowej. W kadrze Ritschel rozegrał 3 spotkania i strzelił jednego gola.